# 菲力普·普曼
菲力普·普曼爵士，CBE（英語：Sir Philip Pullman，1946年10月19日—），英國英格蘭小說家，是暢銷奇幻小說《黑暗元素三部曲》的作者。

## 生平
菲力普·普曼生於英格蘭諾里奇，是奧黛莉·伊芙琳·普曼（Audrey Evelyn Pullman，娘家姓梅里菲爾德，Merrifield）與英國皇家空軍飛行員亞伯特·奧特蘭·普曼（Alfred Outram Pullman）的孩子。普曼小時候因父親工作關係常常旅行，還到過南羅德西亞。他成長的最初幾年則是在北威爾斯阿爾杜德威地區的蘭貝德度過。
從1965年起，普曼在牛津大学埃克塞特学院就讀，最終順利畢業。從大學畢業後，他在牛津成為一名學校教師。後來轉而成為全職作家，全力投入文學作品的創作。

## 作品

### 小說
- 1986年《卡斯坦伯爵（英语：Count Karlstein）》
- 1996年《發條鐘》（蔡宜容譯，臺北繆思出版，2003年）
- 2004年《稻草人和他的僕人》
- 2010年《好人耶穌與壞蛋基督（英语：The Good Man Jesus and the Scoundrel Christ）》

#### 黑暗元素三部曲
- 1995年《北極光》，美國譯作《黃金羅盤》（王晶│譯，麥田出版，2019）
- 1997年《奧秘匕首》（王晶│譯，麥田出版，2019）
- 2000年《琥珀望遠鏡》（王晶│譯，麥田出版，2019）

#### 黑暗元素相關
- 2003年《萊拉的牛津》（續篇）
- 2008年《很久很久以前，在北方》（短篇集）
- 《塵之書三部曲》
  - 2017年《野美人號》（蔡宜蓉│譯，麥田出版，2019）
  - 2019年《The Secret Commonwealth（英语：The Secret Commonwealth）》

#### 英倫懸疑四部曲
- 1985年《紅寶石迷霧》
- 1986年《北方之星》
- 1990年《井底之虎（英语：The Tiger in the Well）》
- 1994年《錫公主（英语：The Tin Princess）》

### 劇本
- 1990年 Frankenstein
- 1992年 Sherlock Holmes and the Limehouse Horror

### 其他
- 1978年Ancient Civilisations
- 1978年 Using the Oxford Junior Dictionary

Source:  （页面存档备份，存于）

## 延伸閱讀
- Lenz, Millicent. . Wayne State University Press. 2005. ISBN 0-8143-3207-2.
- Wheat, Leonard F.  Philip Pullman's His Dark Materials - A Multiple Allegory: Attacking Religious Superstition in The Lion, the Witch and the Wardrobe and Paradise Lost.
- Robert Darby: Intercision-Circumcision: His Dark Materials, a disturbing allegory of genital mutilation

## 外部連結
- 官方网站
- 菲力普·普曼的英国文化协会文学专页
- 網路推理小說資料庫上的菲力普·普曼
- 菲力普·普曼在互联网电影资料库（IMDb）上的資料（英文）